# Терн (річка)
Терн (вірм. Տերն) — річка, що протікає у Вірменії, поблизу кордону з Нахічеванською автономією. Є лівою притокою Арпи.